# 楠泰尔城站
楠泰尔城站（法語：Gare de Nanterre-Ville），是法国的一个铁路车站，位于上塞纳省楠泰尔。属于第三收费区（法語：Zone 3）。

## 位置
楠泰尔城站位于楠泰尔市区内，是一个属于大区快铁A线A1支线的一座车站，开通于1837年8月26日。原属于巴黎到圣日耳曼铁路。1972年10月1日大区快铁开始使用本站。